# Springeria
Springeria – rodzaj ryb chrzęstnoszkieletowych z rodziny Anacanthobatidae.

## Rozmieszczenie geograficzne
Do rodzaju należą gatunki występujące w wodach zachodniego Oceanu Atlantyckiego.

## Morfologia
Długość ciała do 75 cm.

## Systematyka
Rodzaj zdefiniowała w 1951 roku para amerykańskich ichtiologów Henry Bryant Bigelow i William Charles Schroeder, w artykule poświęconym opisowi nowego rodzaju i gatunku rai z rodziny Anacanthobatidae z Zatoki Meksykańskiej, opublikowanym w czasopiśmie Journal of the Academy of Natural Sciences of Philadelphia. Gatunkiem typowym jest (oryginalne oznaczenie) S. folirostris.

### Etymologia
Springeria: Stewart Springer (1906–1991), amerykański ichtiolog.

### Podział systematyczny
Do rodzaju należą następujące gatunki:
- Springeria folirostris Bigelow & Schroeder, 1951
- Springeria longirostris (Bigelow & Schroeder, 1962)